# Hạt ngũ cốc

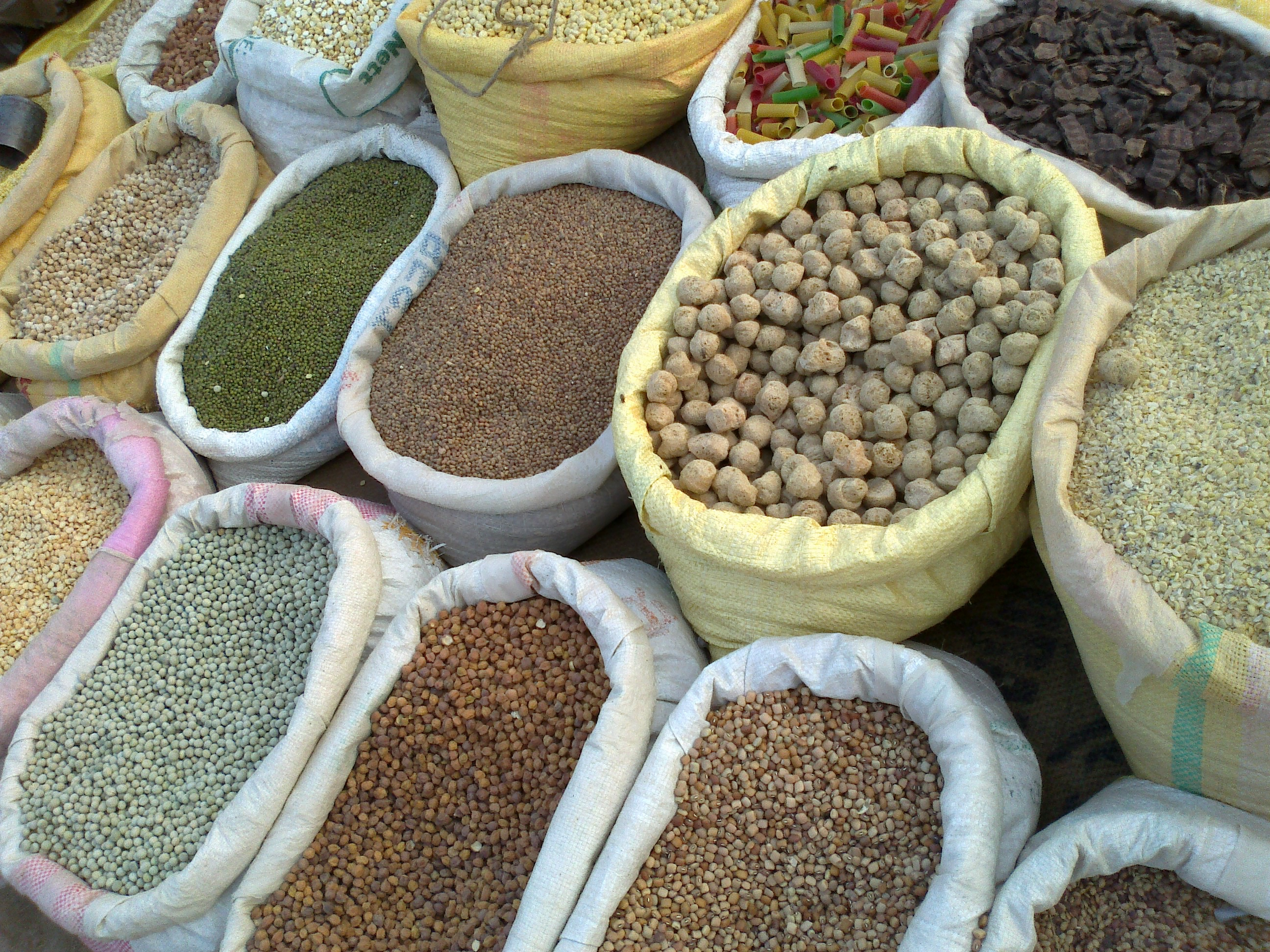
Những bao hạt thóc tại chợ

Hạt ngũ cốc (tiếng Anh: grain) là những loại hạt khô, cứng, có thể còn vỏ hoặc không, dùng để làm thực phẩm. Hai loại cây trồng cho hạt thóc chủ yếu là cây lương thực và cây legume.

## Hình ảnh

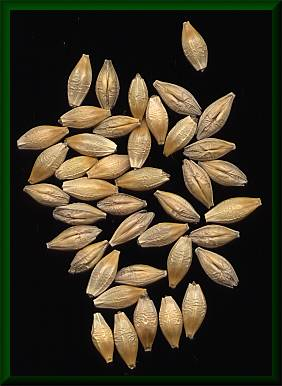
Đại mạch
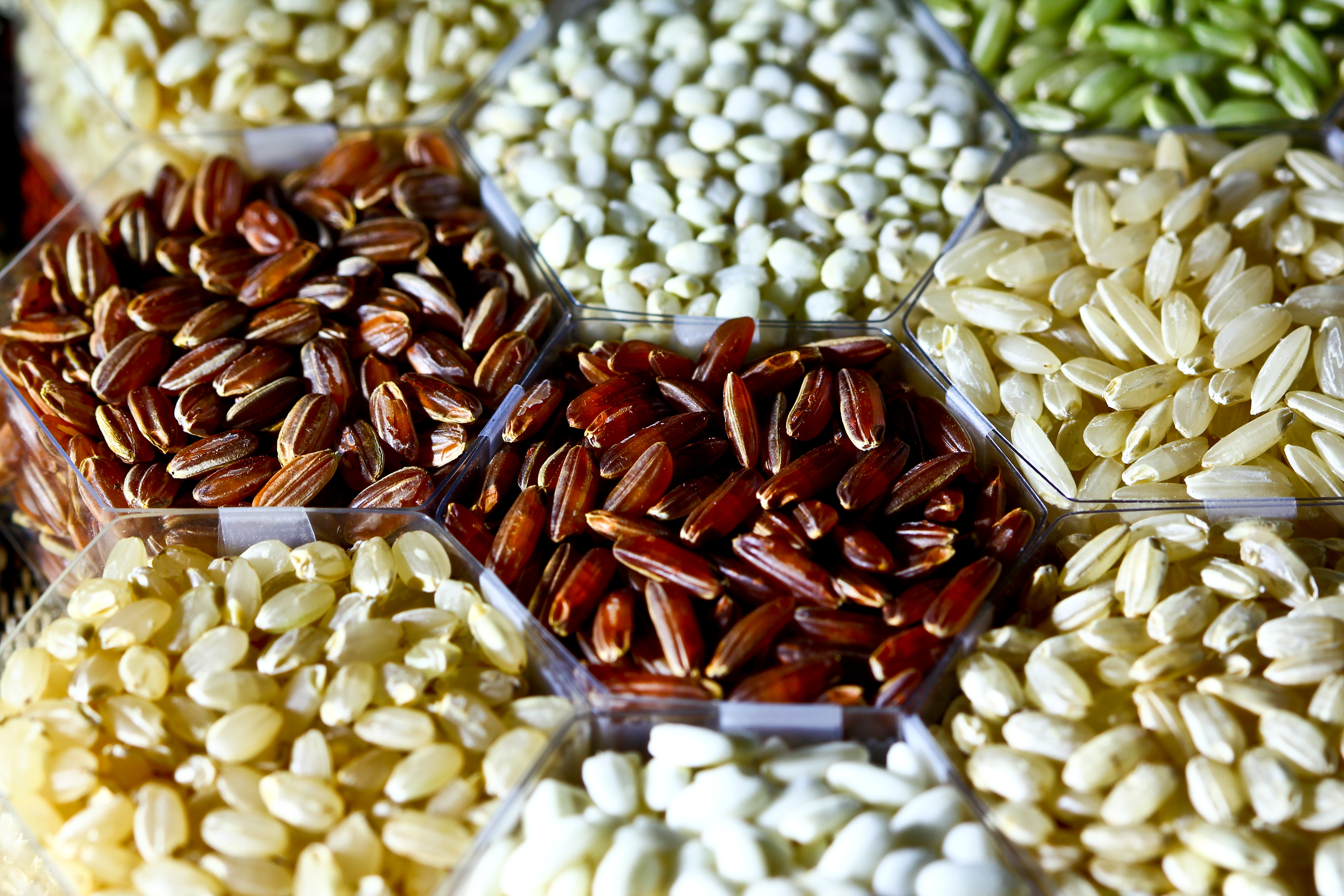
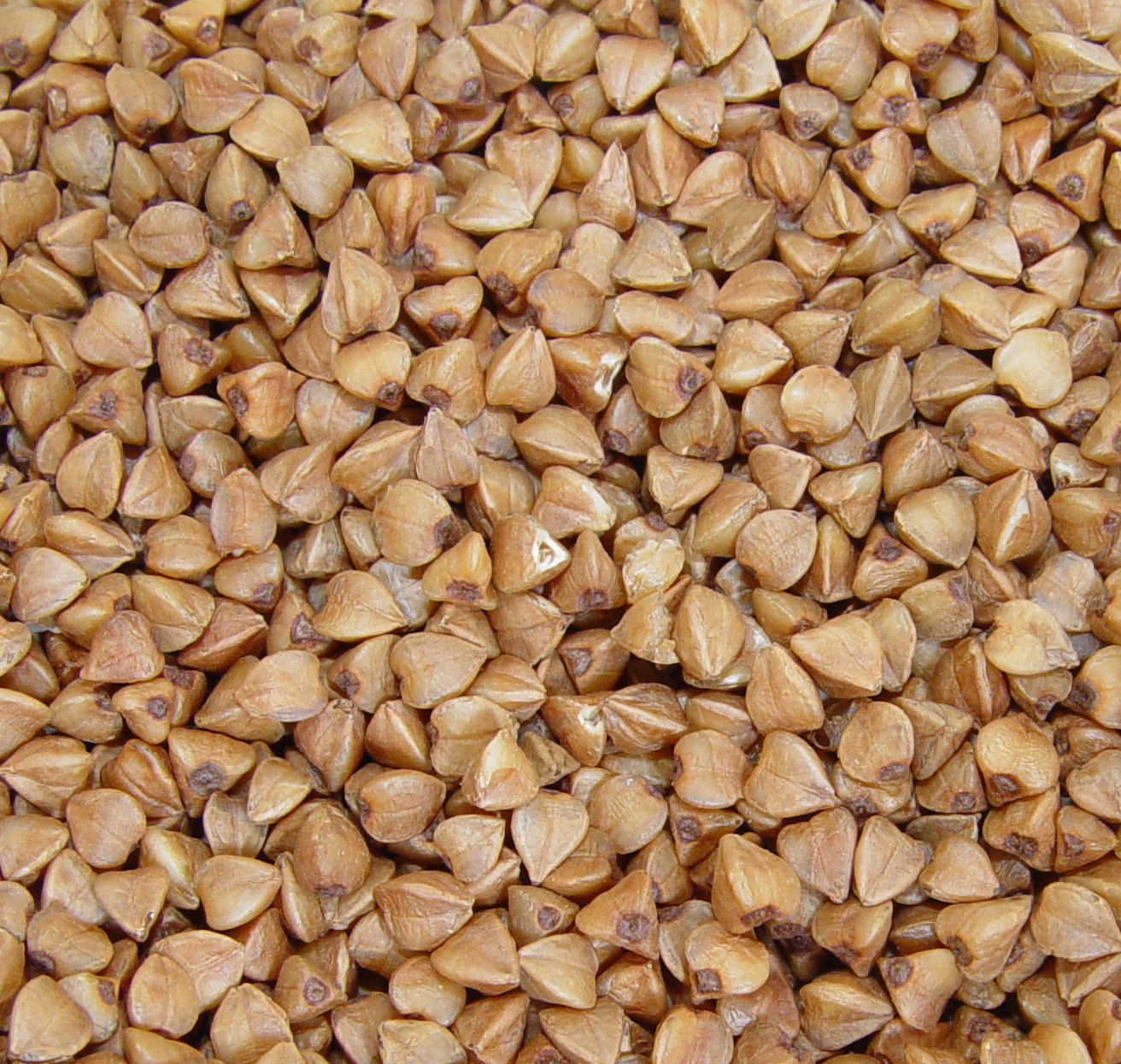
Mạch ba góc
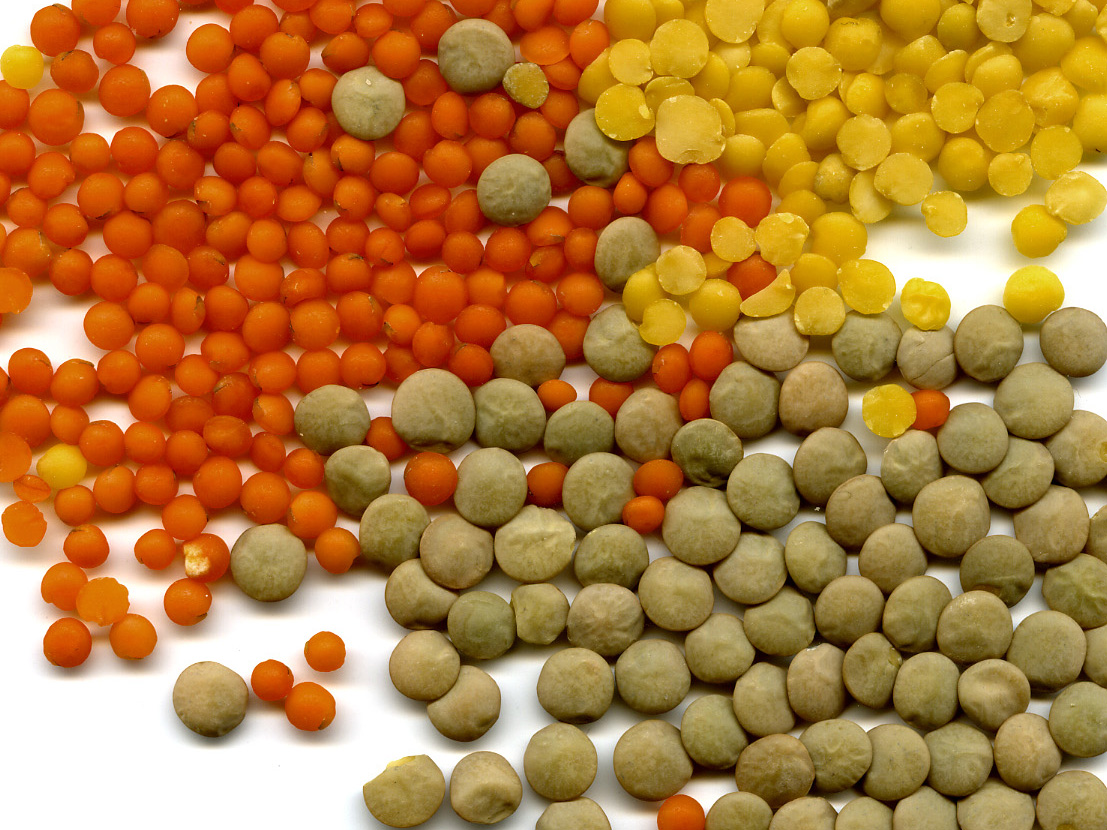
Thiết đậu
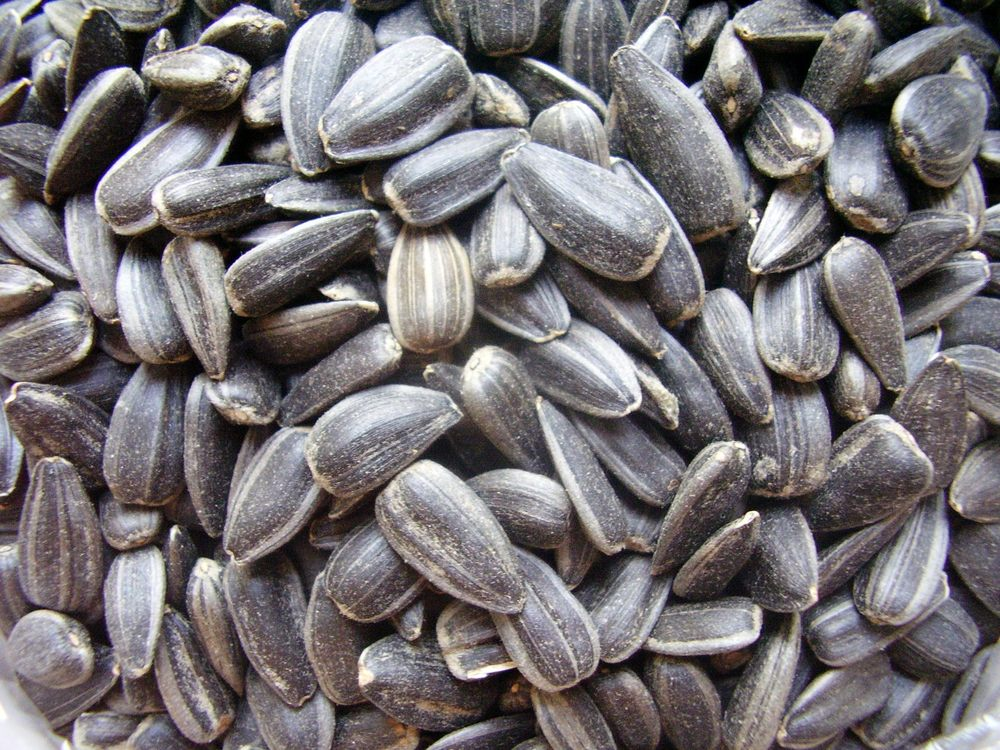
Hạt hướng dương